# Raphy Dallèves
 (janvier 2018).
Si vous disposez d'ouvrages ou d'articles de référence ou si vous connaissez des sites web de qualité traitant du thème abordé ici, merci de compléter l'article en donnant les références utiles à sa vérifiabilité et en les liant à la section « Notes et références ».
Raphy Dallèves, né à Sion le 26 janvier 1878 où il est mort le 6 juillet 1940, est un peintre valaisan de l’École de Savièse.

## Biographie
Raphy Dallèves est le fils de Raphaël, Chancelier d’État, et de Marie Cropt, fille du fondateur de la première École de droit du Valais. Pendant ses études classiques au Collège de Sion, il suit des cours de dessin et de peinture que lui donne Joseph Morand, artiste-portraitiste valaisan, dont l’atelier et la demeure ne sont autres que l’actuel Manoir de la ville de Martigny. Encouragé par Morand, le jeune Dallèves poursuit ses études artistiques à Paris, entre 1899 et 1905 : Académie Julian et École des Beaux-Arts.
En 1903, il est parmi les fondateurs de la section de Savièse de la Société des peintres et des sculpteurs suisses. La même année, il participe à la création de la Société des traditions valaisannes. En 1937, il est nommé membre de la commission cantonale des monuments historiques.
Il fréquente le peintre vaudois Ernest Biéler (1863-1948), qui séjourne chaque année à Savièse depuis 1884 et qui s’y installe dès 1900. 

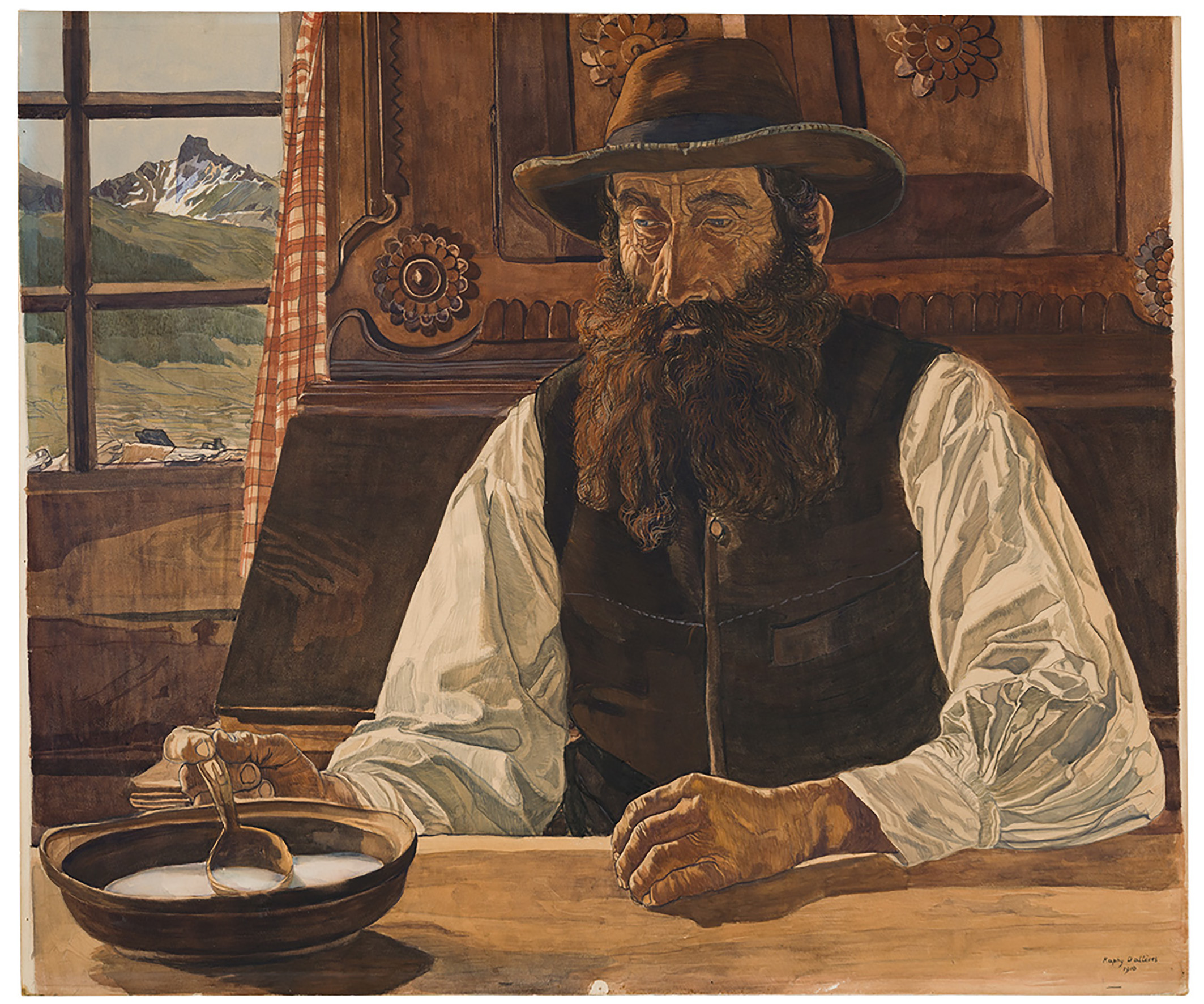
L'homme à l'ecuelle, 1910, par Raphy Dallèves

L’influence de l’aîné vaudois sera grande sur le peintre sédunois, en particulier pour le recours à une technique tombée en désuétude, la détrempe ou technique a tempera, que l’un et l’autre étudient à partir des peintres appelés « primitifs », à savoir les Primitifs flamands d’une part et les primitifs italiens ou quattrocentistes d’autre part. Ces recherches sont entreprises par les deux peintres dès 1906.
1905 avait marqué le retour définitif de Dallèves dans sa ville natale. Il ne la quitte que pour se ressourcer en Italie, sur les traces des peintres florentins, particulièrement Fra Angelico et Botticelli. 
L’art de Raphy Dallèves est largement reconnu sur la scène suisse : il participe à plusieurs reprises à l’Exposition Nationale des Beaux-Arts, organisée par le Département fédéral de l’Intérieur et dont la sélection est faite par un jury de professionnels, artistes et directeurs de musée. Le peintre valaisan a également été membre de la Société nationale des Beaux-Arts de Paris dont le Salon est l’événement le plus fameux. Même si l’artiste n’a jamais cherché à exposer individuellement, il a participé à d’importantes expositions collectives internationales, notamment à Munich, Berlin et Rome. Sa dernière manifestation date de 1936, où il expose dans la salle du Casino à Sion.
Raphy Dallèves meurt à Sion le 6 juillet 1940. Dans son testament, il lègue à la Ville de Sion et à l’État du Valais l’entier de son œuvre. Ce geste permettra la création du Musée cantonal des Beaux-Arts du Valais.  
Il lègue donc à son pays une œuvre qui symbolise son caractère et si l’on porte un regard attentif sur ses tableaux de portraits, on arrive à discerner celui de l’artiste. Raphy Dallèves avait « une âme pure et fervente, tel un chrétien de l’Évangile », selon Ernest Biéler.
Sa spécialité est le portrait des personnes et des gestes de la vie quotidienne. Il propose des tableaux aussi complexes, profonds et incisifs que d’une haute précision physionomique. Il transmet à travers son œuvre saisissante, une spiritualisation de la réalité humaine. 
Il rétrocède au légendaire esprit valaisan ce qu’il lui emprunte, sa dignité innée ainsi que la fierté de ses racines.
L’artiste participe à l’immortalisation de l’imaginaire des valaisans, eux-mêmes représentant et incarnant l’image du montagnard. Il affermit l’idéal du montagnard à travers ces tableaux. Il le représente fier, juste, fort et libre mais surtout humble.
Le regard porté sur ces montagnards subit un biais, car l’artiste insuffle dans ses tableaux sa propre vision des montagnards. Rappelons qu’en 1903, l’artiste est l’un des membres fondateurs de la Société des traditions valaisannes à Savièse. Il promeut le mode de vie montagnard, puisqu’il publie des affiches publicitaires.  
Raphy Dallèves a une vision romantique que traduisent ses tableaux. Il s’applique à caractériser au mieux les paysans de Savièse et d’autres villages valaisans (en particulier Hérémence et Evolène) et à leur rendre toute leur authenticité ; il cherche à peindre le tableau le plus réaliste possible afin de rendre compte de la réalité par les montagnards qu'il peint.
L’artiste réussit, grâce à sa peinture, et surtout à ses portraits d’un réalisme saisissant, à s’imposer comme le dépositaire mémoriel authentique de la quintessence du montagnard. Celle-ci ne saurait être autre que le quotidien des paysans. Ses portraits sont la capture d’un moment authentique, de vérité.